# كارافيا
بلدية كارافيا (بالإسبانية: Caravia) هي بلدية تقع في منطقة أستورياس شمال غرب إسبانيا.

## الديموغرافيا
بلغ عدد سكان بلدية كارافيا 522 نسمة عام 2011 (وفقاً للمعهد الوطني للإحصاء الإسباني).
| 577 | 589 | 575 | 555 | 578 | 536 | 522 |